# Augusta (Arkansas)
Augusta település az Amerikai Egyesült Államok Arkansas államában, Woodruff megyében, melynek megyeszékhelye is. Lakosainak száma 1998 fő (2020. április 1.).

## Népesség
A település népességének változása:
| Lakosok száma | 2693 | 2199 | 1998 |
|               | 2000 | 2010 | 2020 |